# Bear's Den
Bear's Den is een Britse folkrockband die in 2012 in Londen werd opgericht door Andrew Davie, Kevin Jones en Joey Haynes. 

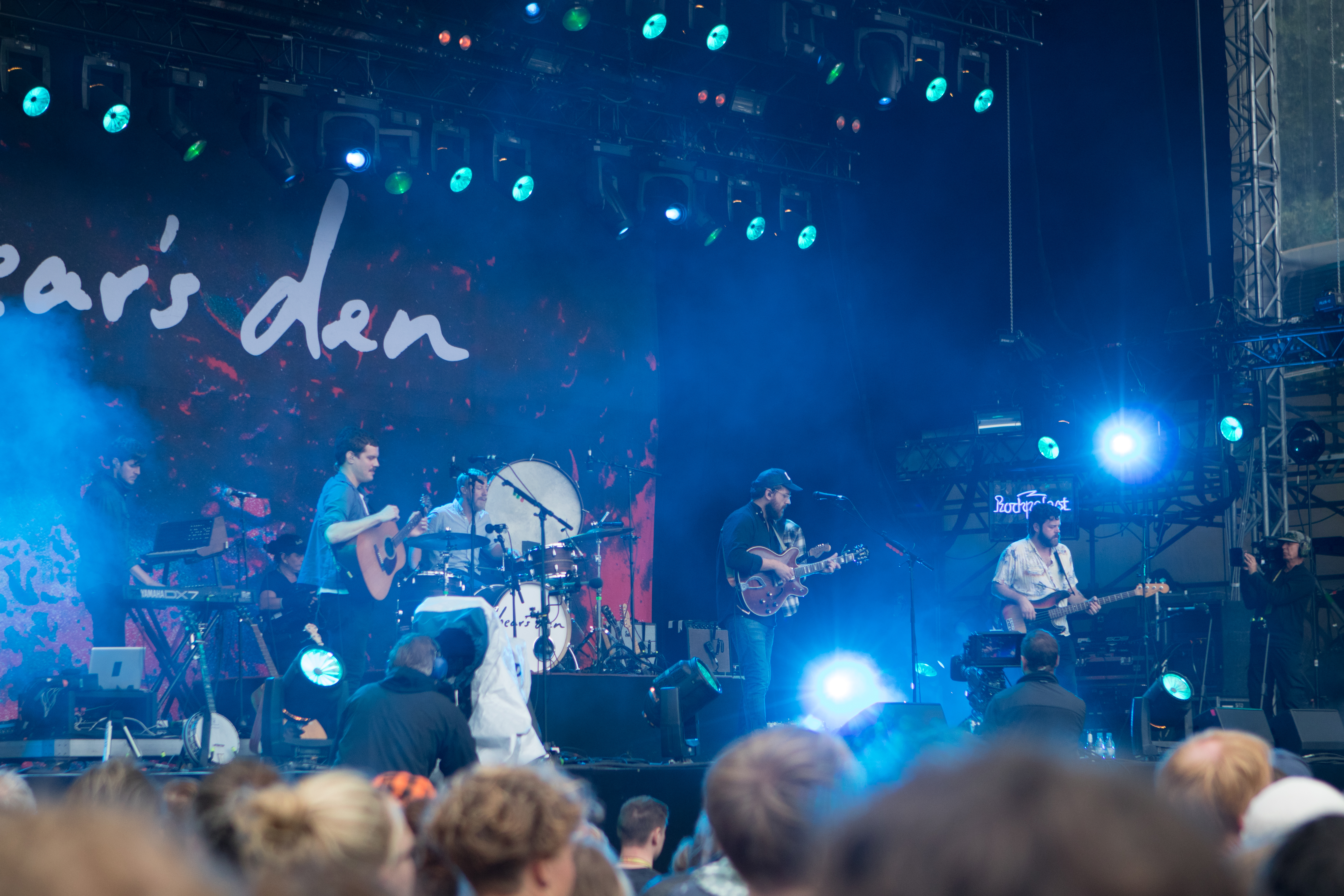
Bears Den op het Haldern Pop Festival 2019

## Historie
In het oprichtingsjaar bracht Bear's Den zijn eerste ep uit en volgde de eerste tournee door de Verenigde Staten. In 2013 en 2014 bracht de band nog drie ep's uit. Het eerste volwaardige debuutalbum Islands dateert uit 2014, de opvolger Red Earth & Pouring Rain werd uitgebracht in 2016. Het derde album So that you might hear me is verschenen in april 2019. De release van het album werd ondersteund met een tournee door de Verenigde Staten en een aantal van landen in Europa. Het album Fragments kwam in samenwerking met Paul Frith in 2020 uit en bestaat uit hernieuwde versies van al eerder uitgebrachte nummers.
Haynes verliet de band in 2016 om meer tijd te hebben voor zijn familie en vrienden. Bear's Den is sindsdien een duo. Tijdens optredens, waaronder de festivals Rock Werchter, Pinkpop en Glastonbury, werd de band aangevuld door de Nederlander Christof van der Ven en enkele andere sessiemuzikanten.

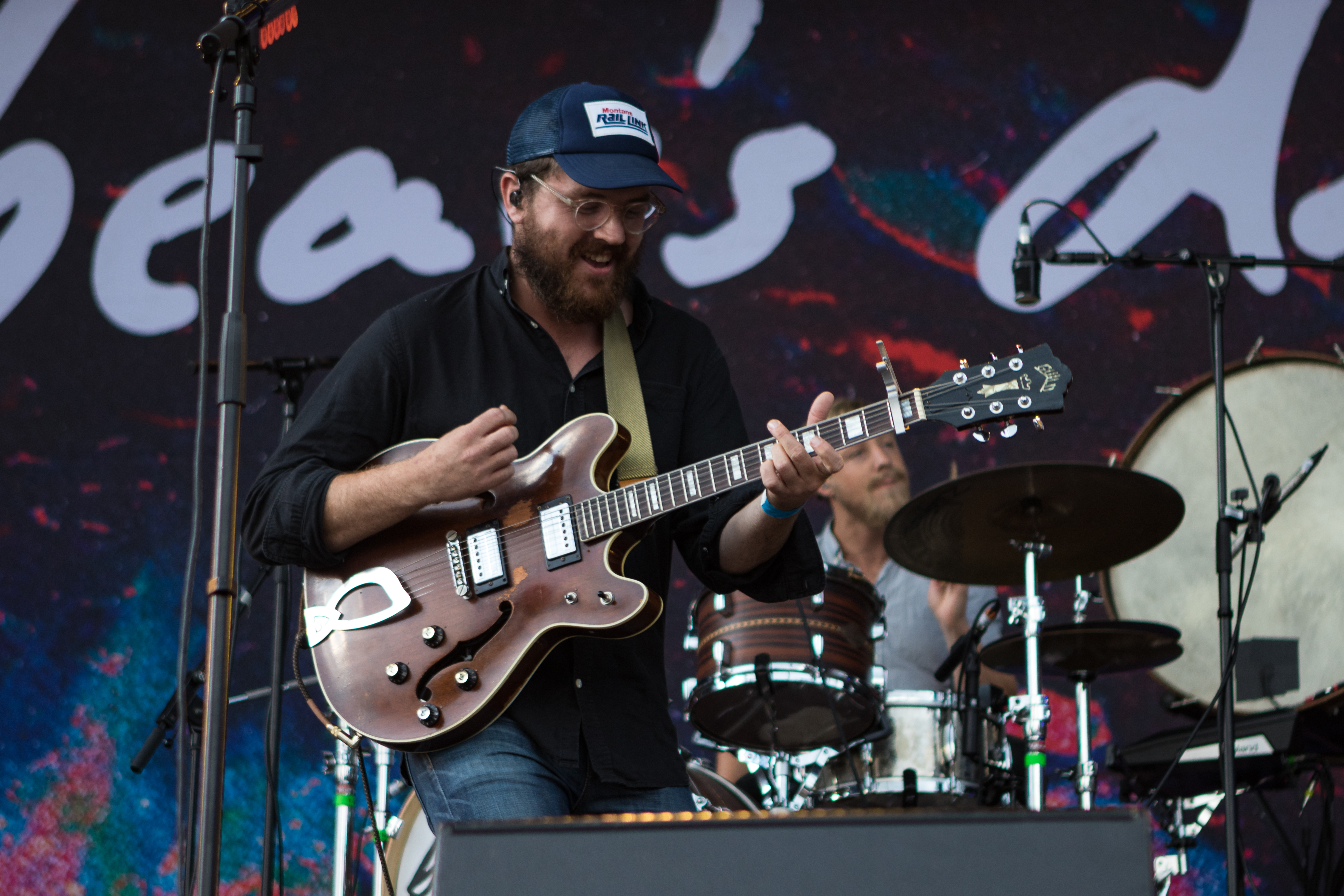
Andrew Davie
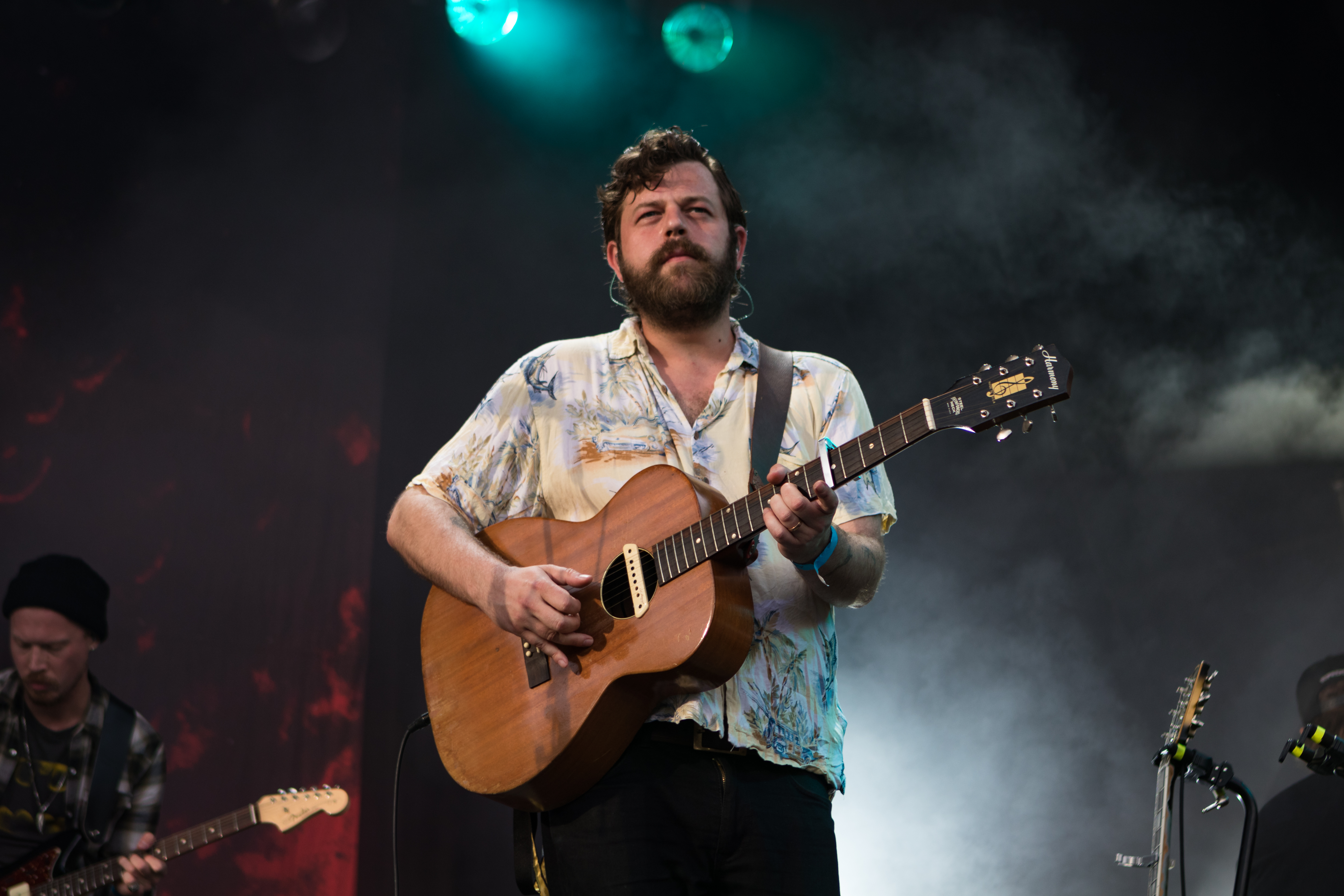
Kevin Jones

## Discografie

### Studioalbums
- Islands (2014)
- Islands (Deluxe) (2015)
- Red Earth & Pouring Rain (2016)
- So that you might hear me (2019)
- Fragments (2020)
- Blue Hours (2022)
- Trying: Season 3 (2022)

### Ep's
- EP (2012)
- Agape (2013)
- Without/Within (2013)
- Above The Clouds Of Pompeii (2014)
- Elysium (2014)
- Agape (2015)
- Session At Artone Studio (2019)
- Only Son of the Falling Snow EP (2019)
- Christmas, Hopefully (2020)
- The Quiet Winter Light (2022)
- First Loves (2023)
- White Magnolias (2023)

### Singles
- Writing on the Wall (2013)
- Above the Clouds of Pompeii (2014)
- Agape (2015)
- Think of England (2015)
- Auld Wives (2016)
- Emeralds (2016)
- Dew on the Vine (2016)
- Berlin (2016)
- Fuel on the Fire (2019)
- Blankets of Sorrow (2019)
- Laurel Wreath (2019)
- Crow (2019)
- Only Son of the Falling Snow (2019)
- Christmas, Hopefully (2020)
- All That You Are (2021)
- Spiders (2022)
- Blue Hours (2022)
- A Good Love, Pt. 2 (2022)
- Please Don't Hide Yourself Away (2022)
- Team (2022)
- Stitch In Time (2022)
- Evelyn (2023)
- Summer & Smoke (2023)
- Loneliness (2023)
- Honest Mistake (2023)
- Above the Clouds of Pompeii (2024), met Dermot Kennedy

### Promosingles
- Elysium (2014)

## Hitnoteringen

### Albums
| Album met eventuele hitnotering(en) in de Nederlandse Album Top 100 | Datum van verschijnen | Datum van binnenkomst | Hoogste positie | Aantal weken | Opmerkingen    |
| ------------------------------------------------------------------- | --------------------- | --------------------- | --------------- | ------------ | -------------- |
| Islands                                                             | 2014                  | 25-10-2014            | 29              | 13           |                |
| Red Earth & Pouring Rain                                            | 2016                  | 30-07-2016            | 5               | 13           |                |
| So That You Might Hear Me                                           | 2019                  | 04-09-2019            | 7               | 2            |                |
| Fragments                                                           | 2020                  | 26-09-2020            | 40              | 1            | met Paul Frith |
| Blue Hours                                                          | 2022                  | 21-05-2022            | 20              | 1            |                |

| Album met hitnotering(en) in de Vlaamse Ultratop 200 albums | Datum van verschijnen | Datum van binnenkomst | Hoogste positie | Aantal weken | Opmerkingen    |
| ----------------------------------------------------------- | --------------------- | --------------------- | --------------- | ------------ | -------------- |
| Islands                                                     | 2014                  | 01-11-2014            | 16              | 85           |                |
| Red Earth & Pouring Rain                                    | 2016                  | 30-07-2016            | 9               | 51           |                |
| So That You Might Hear Me                                   | 2019                  | 04-09-2019            | 4               | 24           |                |
| Fragments                                                   | 2020                  | 26-09-2020            | 25              | 2            | met Paul Frith |
| Blue Hours                                                  | 2022                  | 21-05-2022            | 21              | 4            |                |

### Singles
| Single met hitnotering(en) in de Vlaamse Ultratop 50 | Datum van verschijnen | Datum van binnenkomst | Hoogste positie | Aantal weken | Opmerkingen    |
| ---------------------------------------------------- | --------------------- | --------------------- | --------------- | ------------ | -------------- |
| Agape                                                | 2015                  | 21-03-2015            | tip10           | -            |                |
| Auld Wives                                           | 2016                  | 25-06-2016            | tip30           | -            |                |
| Dew on the Vine                                      | 2016                  | 10-09-2016            | tip20           | -            |                |
| Heaven                                               | 2017                  | 21-01-2017            | tip8            | -            |                |
| Emeralds                                             | 2017                  | 15-04-2017            | tip24           | -            |                |
| Red Earth & Pouring Rain                             | 2017                  | 30-09-2017            | tip23           | -            |                |
| Fuel on the Fire                                     | 2019                  | 09-02-2019            | tip             | -            |                |
| Laurel Wreath                                        | 2019                  | 09-03-2019            | tip18           | -            |                |
| Hiding Bottles                                       | 2019                  | 15-06-2019            | tip             | -            |                |
| Only Son of the Fallen Snow                          | 2019                  | 09-11-2019            | tip13           | -            |                |
| Isaac                                                | 2020                  | 28-11-2020            | tip             | -            | met Paul Frith |
| Christmas, Hopefully                                 | 2020                  | 05-12-2020            | tip             | -            |                |